# William Boyett
William Boyett (n. 3 ianuarie 1927, Akron, Ohio, SUA – d. 29 decembrie 2004, Mission Hills⁠(d), Comitatul Santa Barbara, California, SUA) a fost un actor american.

## Filmografie
- Street Bandits (1951) --  Detectiv (nemenționat)
- Without Warning! (1952) --  Polițist lovit de Martin (nemenționat)
- Torpedo Alley (1952) -- membru al echipajului de pe submarin (nemenționat)
- By the Light of the Silvery Moon (1953) --  Miss LaRue's -- sociate (nemenționat)
- So This Is Love (1953) --  George Gershwin (nemenționat)
- Vice Squad (1953) --  Ofițer Kellogg (nemenționat)
- Return from the Sea (1954) --  Sailor (nemenționat)
- Dragnet (1954) --  Grand Jury Bailiff (nemenționat)
- Shield for Murder (1954) --  Policeman Cooper (nemenționat)
- Private Hell 36 (1955) --  Mr. Stinson (nemenționat)
- Big House, U.S.A. (1955) --  Ranger at Park Exit (nemenționat)
- Strange Lady in Town (1955) --  Lt. Keith (nemenționat)
- Running Wild (1955) --  Minor Role (nemenționat)
- Inside Detroit (1956) --  Blair U.A.W. Friend (nemenționat)
- Planeta interzisă (1956) --  membru al echipajului (nemenționat)
- Somebody Up There Likes Me (1956) --  Military Policeman Escort at Fight (nemenționat)
- Francis in the Haunted House (1956) --  Kissing Man (nemenționat)
- Behind the High Wall (1956) --  Polițist (nemenționat)
- Beyond a Reasonable Doubt (1956) --  Staff (nemenționat)
- Fighting Trouble (1956) --  Chips Conroy (nemenționat)
- Emergency Hospital (1956) --  Mike - Traffic Officer (nemenționat)
- Until They Sail (1957) --  U.S. Marine (nemenționat)
- Young and Dangerous (1957) --  Pier Cop (nemenționat)
- Big-Foot Wallace (1957, Film TV) --  First Prisoner
- The Lady Takes a Flyer (1958) --  Flight Mechanic (nemenționat)
- As Young --  We Are (1958) --  Eric (nemenționat)
- Tarawa Beachhead (1958) --  Ullman (nemenționat)
- The Clear Last Chance (1959 Safety Film) --  Ofițer Hal Jackson
- It Started with a Kiss (1959) --  Alec (nemenționat)
- Who Was That Lady? (1960) --  Howard (nemenționat)
- My Three Sons (6/08/1961) --  Joe Mitchell
- Sea Hunt (1958-1960, TV Series) --  Policeman / -- st. DA / Police Lieutenant / Paul Garrick / Spy / Saboteur / Mr. Hanson / Eddie Mahar / Newscast / Delmar
- Sam Whiskey (1969) --  Corporal
- Airport (1970) --  Jack Ingram
- That Girl, The Mail Man Cometh (Season 2, Episode 12, 11/30/1967, serial TV) --  fotograf
- Vanished (1971, TV Mini-Series) --  Cmdr. Prescott
- Mobile Two (1975, Film TV) --  Lt. Don Carter
- Gemini Man (1976, TV Mini-Series) --  1st Officer
- Emergency! (1976-1978, TV Series) --  Chief McConnike, Battalion 14 / Battalion Chief #14 / Captain, Station #39
- Washington: Behind Closed Doors (1977, TV Mini-Series) --  Hard Hat
- Confessions of the D.A. Man (1978, Film TV)
- Every Girl Should Have One (1978) --  Detective Rand
- Ike: The War Years (1979, TV Mini-Series) --  Gen. Ward Hoffenberg
- When a Stranger Calls (1979) --  Sgt. Sacher
- The Golden Gate Murders (1979, Film TV) --  Bridge Supervisor
- Gypsy Angels (1981) --  Mr. Allman
- Bloody Birthday (1981)
- Space Raiders (1983) --  Taggert
- The Christmas Tree Train (1983, Film TV) --  Ranger Jones (voce)
- Getting Physical (1984, Film TV) --  Desk Sergeant
- Sam's Son (1984) --  Coach Sutter
- Which Witch Is Which (1984, Film TV) --  Ranger Jones (voce)
- The Turkey Caper (1985, Film TV) --  Ranger Jones (voce)
- The Deliberate Stranger (1986, Film TV) --  -- pen Detective
- Native Son (1986) --  Reporter #3
- The Young and the Restless (1986) --  Walter Edmonson
- The Hidden (1987) --  Jonathan P. Miller
- The Adventure Machine (1990, Film TV) --  Ranger Jones (nemenționat)
- The Rocketeer (1991) --  Government Liaison
- Strays (1991, Film TV) --  Dr. Lyle Sokol
- The Wish That Changed Christmas (1991, Film TV) --  Officer Jones (voce)
- Newsies (1992) --  Judge Movealong Monahan
- Girls in Prison (1994, Film TV) --  Dr. Shainmark
- Blood Run (1994, Film TV) --  Briskin
- Theodore Rex (1995) --  Desk Sergeant